# Erste Schlacht um Zürich
Ostrach – Feldkirch – Stockach I – Verona – Magnano – Cassano d’Adda – Bassignana – Paradies – Frauenfeld – Winterthur – Zürich I – Trebbia – Mantua – Novi – Döttingen – Vlieter – Bergen – Gotthard – Dietikon – Zürich II – Schänis – Muotatal – Näfels – Egmont – Castricum – Genola – Wiesloch – Genua – Rheinklingen – Büsingen – Engen – Stockach II –  Meßkirch – Biberach II – Montebello – Marengo – Höchstädt – Oberhausen – Brión – Hohenlinden – Walserfeld – Pozzolo – Kopenhagen – Algeciras I – Algeciras II
Die Erste Schlacht bei Zürich fand vom 2. bis 4. Juni 1799 bei Zürich während des Zweiten Koalitionskrieges statt.

## Vorgeschichte
Nach der Französischen Revolution und dem ersten Koalitionskrieg (1792–1797) hatten sich die Franzosen an ihrer Ostgrenze einen Gürtel aus Holland, Belgien und Oberitalien gesichert. Die Alte Eidgenossenschaft ragte weit hinter die von den Franzosen erreichte Linie zurück. Die Franzosen wollten diese Einbuchtung begradigen, die Alte Eidgenossenschaft ihrem Gürtel einverleiben und die Übergänge aus dem Wallis nach Italien und über die Bündner Pässe sichern. Die Orte der Alten Eidgenossenschaft waren uneinig. Sie konnten keine gemeinsame Armee aufstellen und leisteten nur vereinzelt Widerstand.
Am 10. Oktober 1797 eroberten die Franzosen das Veltlin. Am 15. Dezember besetzten sie die Juratäler. Am 26. Januar 1798 marschierten sie ins Waadtland ein. Anfang März fiel Bern. Am 27. April erreichten sie Zürich und zogen weiter, um Schwyz und Glarus zur Annahme der Helvetischen Verfassung zu zwingen.
Mit der Einnahme der Alten Eidgenossenschaft besass die französische Armee eine vorgeschobene Stellung und bedrohte Österreich. In Ägypten fügte Napoléon den britischen und osmanischen Truppen Verluste zu. Da verbündeten sich in Europa Grossbritannien, Russland, Österreich, Portugal, Neapel und das Osmanische Reich, und der Zweite Koalitionskrieg zeichnete sich ab. Die Koalitionstruppen sollten die Franzosen aus der Alten Eidgenossenschaft zurückwerfen.
Am 14. Mai 1799 rückten die Kaiserlichen Truppen in zwei Heeresgruppen in die Eidgenossenschaft vor. Hotze stiess aus Vorarlberg Richtung Winterthur vor, Erzherzog Karl aus dem Raum Singen-Engen. Seine Vorhuten bekämpften am 22. Mai die Truppen Massénas bei Andelfingen und Neftenbach. Am 22. und 23. Mai 1799 überquerte das Gros der österreichischen Truppen den Rhein im Bereich Schaaren zwischen Schaffhausen und Diessenhofen. Auf dem Rückzug mit Gefechten vom Rhein über die Thur und die Töss verhinderte Masséna am 25. Mai vorerst den Zusammenschluss des Hauptteils der Truppen von Erzherzog Karl mit denen Hotzes durch das Gefecht bei Frauenfeld. Masséna musste aber seine Truppen am 29. Mai hinter die Glatt nach Zürich zurücknehmen, das er seit Ende März von Riesbach über den Adlisberg, den Zürichberg, den Milchbuck bis zum Käferberg hatte befestigen lassen. Stützpunkte mit Geschützen waren ein Fort auf dem Burghölzli, eines auf dem Zürichberg und eine Schanze westlich der Waid. Die Zwischenräume waren mit Infanteriewerken und Batterien gesperrt, darunter eine Batterie auf dem Kapf und fünf Schanzen und doppelte Verhaue zwischen Adlisberg und Zürichberg. Zwischen dem Zürichberg und dem Käferberg gab es elf Schanzen und Sperren an den Strassen von Schwamendingen, Glattbrugg und Affoltern.

## Verlauf
Zur Verteidigung Zürichs hatte Masséna rund 25'000 Mann und 130 Geschütze aus seiner Helvetischen Armee zur Verfügung. Er hatte sie in zwei Divisionen gegliedert. General Charles Nicolas Oudinot war verantwortlich vom Käferberg über den Milchbuck bis an den Zürichberg. General Nicolas Jean-de-Dieu Soult stand mit 7'600 Mann vom Zürichberg bis Riesbach. Eine Reserve unter seinem Kommando hatte Masséna am Zürichberg. Die Division Tharreau sollte mit 12'000 Mann den linken Flügel der Franzosen am Unterlauf der Glatt decken.
Erzherzog Karl stand für den Angriff auf Zürich eine Übermacht von 63'000 Mann zur Verfügung. Er hatte aber das sumpfige Tal der Glatt, deren Überquerung sowie die steilen Anstiege, die Geländeverstärkungen der Franzosen und deren eingerichtete Artillerie gegen sich.
Am 31. Mai erreichten die Österreicher Stäfa, Grüningen und Esslingen. Am 1. Juni begann Hotze den Angriff auf Dübendorf, wobei die Franzosen jedoch die Glattbrücke behaupten konnten.
Um den Hauptangriff aus dem Raum Pfannenstiel vorzutäuschen, gelangte die Kolonne Jelačić mit 4'200 Mann am 2. Juni über die Forch zum Balgrist und entlang des Zürichsees bis Zollikon. Die Franzosen zogen sich aus Zollikon nach Riesbach zurück.
Rechts von Jelačić erreichte Graf Bey mit 3'500 Mann Witikon, überraschte die französische Besatzung, setzte sich in Witikon fest und warf die Franzosen nach Hirslanden zurück.
Am 3. Juni griffen die Franzosen um 3 Uhr früh von Hirslanden Richtung Balgrist und Witikon an, um die vorgeschobenen Posten zurückzuerobern. Die Österreicher mussten sich nach Zollikon und Witikon zurückziehen, gelangten aber im Gegenzug am Burghölzli vorbei nach Hirslanden und bis vor die Tore der Stadt Zürich. Zwar reichte der von Masséna persönlich geführte Gegenstoss nicht zur Rückeroberung der früheren Stellungen, aber die Angriffe von Bey und Jelačić blieben stecken. Am Nachmittag griff Masséna die Österreicher nochmals bei Hirslanden an. Jelačić sah sich gezwungen, seinen linken Flügel aus Stadelhofen nach Zollikon zurückzunehmen, damit er nicht abgeschnitten wurde.
Die Angriffsbefehle von Erzherzog Karl wurden wie folgt verwirklicht: Am 4. Juni trat die österreichische Armee auf breiter Front zum Angriff auf Zürich an.
Die erste Kolonne griff mit 4'200 Mann unter Jelačić erneut Richtung Riesbach an, erreichte das Vorgelände der Bollwerke, wurde aber hinter den Wildbach zurückgeworfen. Am Nachmittag eroberten die Truppen Jelačićs das Burghölzli, erreichten das Seefeld und den Kreuzbühl, mussten sich aber gegen 17 Uhr an die Flühgasse zurückziehen.
Die zweite Kolonne mit 3'500 Mann unter dem Grafen Bey stiess rechts von Jelačić aus dem Raum Witikon gegen das Stöckentobel und die Stellungen auf dem Kapf vor, gelangte bis zum Hegibach und zum Heuel. Gegen 10 Uhr stiessen die Franzosen vom Adlisberg herab Bey in die Flanke und in den Rücken, so dass er seine Truppen an den Eierbrecht zurücknehmen musste.
Die dritte Kolonne mit 3'300 Mann unter dem Prinzen von Lothringen sollte die französischen Stellungen auf dem Zürichberg von Dübendorf aus angreifen. Das schwierige Gelände im Anstieg zwang den Prinzen, die Artillerie zurückzulassen. Ohne Feuerunterstützung konnte die Infanterie die Befestigungen beim Tobelhof und vor dem Adlisberg nicht überwinden.
Die vierte Kolonne mit 8'000 Mann unter Hotze sollte bei Wallisellen die Glatt überschreiten und den Zürichberg frontal angreifen. Die Franzosen verhinderten den Übergang über die Glatt mit ihrem Artilleriefeuer. Hotze versuchte, über Dübendorf weiter vorzurücken. Er wurde verwundet und übergab das Kommando an Petrasch. Obwohl sich die Franzosen auf den Zürichberg zurückgezogen hatten, vermochte die vierte Kolonne die dichten Verhaue im Wald und das französische Artilleriefeuer nicht zu überwinden. Petrasch zog sich ins Glattal zurück.
Die fünfte Kolonne mit 8'200 Mann unter dem Fürsten Reuss sollte aus Glattbrugg über Oerlikon die Befestigungen auf dem Übergang über den Milchbuck durchbrechen. Ein Gegenangriff von Oudinot vom Käferberg gegen Affoltern und Seebach zwang Reuss, bevor er den Milchbuck erreicht hatte, sich dem Schutz der rechten Flanke der Österreicher zuzuwenden.
Zwar hatte Erzherzog Karl seine Truppen am Abend des 4. Juni unmittelbar vor die französischen Stellungen gebracht. Aber der Durchbruch war ihm nicht gelungen. Im Gegensatz dazu hatten die Franzosen die Stadt behauptet. Die Österreicher zählten 322 Tote, 1'381 Verwundete und vermissten 836 Mann, vermutlich Gefangene. Die Franzosen hatten 1'700 Gefallene und Verwundete sowie 600 Gefangene verloren.
Der 5. Juni war regnerisch und brachte eine Kampfpause. Da sahen die Zürcher, wie die Franzosen Brandgranaten vorbereiteten, um die Häuser am Mühlebach, am Zeltweg und am Wolfbach in Brand zu schiessen. Man befürchtete ein Bombardement und Strassenschlachten in der Stadt. Die Zürcher Regierung ersuchte Masséna, die Beschiessung sowie Kämpfe in der Stadt zu vermeiden.
Für die Nacht vom 5. auf den 6. Juni plante Erzherzog Karl einen Überraschungsangriff über den Milchbuck. Masséna kam ihm zuvor und handelte den freien Abzug aus Zürich aus. Um 1 Uhr früh begann Massénas Rückzug über die Limmat an den Uetliberg und nach Albisrieden. Um 14 Uhr verliess die französische Nachhut die Stadt. Die Division Tharreau, welche die linke Flanke der Franzosen an der unteren Glatt geschützt hatte, zog sich über den Weininger Pass und die Brücke bei Wettingen über die Limmat zurück.
Um 15.30 Uhr marschierten die Österreicher in die Stadt Zürich ein. Sie vermochten den Franzosen bis Albisrieden, Altstetten und Schlieren nachzustossen, mussten diese Ortschaften am 8. Juni aber wieder preisgeben.
In der ersten Schlacht von Zürich verloren die Franzosen rund 1'800 und die Österreicher rund 2'500 Mann.

## Folgen
Da Erzherzog Karl neue Befehle aus Wien abwartete, und Masséna vergeblich um Verstärkung nachsuchte, ergab sich im Raum Zürich eine Art Waffenstillstand. Die Alte Eidgenossenschaft war zwischen Franzosen und Österreichern aufgeteilt. In den vom Krieg betroffenen Gemeinden herrschten Hunger und Elend.
Während des Sommers ersetzten russische Truppen unter General Alexander Rimski-Korsakow die österreichischen Verbände. In der Zweiten Schlacht von Zürich gelang es den Franzosen jedoch, die Russen zu vertreiben und die Stadt erneut zu besetzen.